# Acanthopathinae
Acanthopathinae is een onderfamilie van neteldieren uit de klasse van de Anthozoa (bloemdieren).

## Geslachten
- Acanthopathes Opresko, 2004
- Distichopathes Opresko, 2004
- Elatopathes Opresko, 2004
- Rhipidipathes Milne Edwards & Haime, 1857